# Saint-Priest-la-Plaine
Saint-Priest-la-Plaine è un comune francese di 265 abitanti situato nel dipartimento della Creuse nella regione della Nuova Aquitania.

## Società

### Evoluzione demografica
Abitanti censiti